# طمارين إمبراطور
الطمارين الإمبراطور (Saguinus imperator)، هو نوع من قرود الطمارين يُقال إنه سُمِّي بهذا الاسم بسبب تشابه لحيته الطويلة مع لحية الإمبراطور الألماني فيلهلم الثاني. يعيش هذا النوع في شمال ولايتي أكري وأمازوناس في البرازيل، وكذلك في جنوب غرب حوض الأمازون، في شرق بيرو وشمال بوليفيا.
يغلب اللون الرمادي على فراء الطمارين الإمبراطور، مع وجود بقع صفراء خفيفة على صدره. أما اليدان والقدمان فهما سوداوَان، في حين يكون الذيل بني اللون. وتُعد لحيته البيضاء الطويلة أبرز ما يميزه، إذ تمتد إلى الجانبين متجاوزة الكتفين. يبلغ طول جسم هذا القرد ما بين 23 إلى 26 سنتيمترًا، ويضاف إليه ذيل يتراوح طوله بين 35 إلى 41.5 سنتيمترًا. ويزن تقريبًا نحو 500 غرام (18 أونصة).

## أسلوب العيش
يعيش الطمارين الإمبراطور ضمن مجموعات تتألف من 2-8 من هذه الحيوانات، أكبر واحدة من بين الإناث تقود المجموعة كلها مع الذكور الناضجة. وتكون قردة الطمارين الإمبراطور ناضجة جنسيا في سن 16-20 شهر، وتلد الانثى طفلين اثنين بعد فترة حمل مدتها 140-145 يوما وعادة ما يولد بين شهري أبريل ويوليو، وتعيش إلى عمر يصل ل 20 سنة.

## التغذية
الغالبية العظمى من قردة الطمارين الإمبراطور تتغذى على المواد النباتية فمنهم من يتناول الفواكه وأوراق الأشجار ومنهم من يتناول الحشرات والفقاريات الصغيرة، ومن الحشرات: الجراد والخنافس والفراشات والعناكب والنمل ومن الفقاريات الصغيرة الضفادع والسحالي.